# Remiremont
Remiremont (in tedesco Romberg) è un comune francese di 8 532 abitanti situato nel dipartimento dei Vosgi nella regione del Grande Est.
La città conserva la chiesa di Saint Pierre, che in passato fu la famosa abbazia, del XIV secolo, restaurata nel XVI secolo e nel XVIII secolo, un palazzo abbaziale del XVIII secolo e numerose case antiche.
Sono presenti industrie tessili (tessitura del cotone, confezioni, pizzi), ma anche industrie metallurgiche e meccaniche.

## Storia
Remiremont è l'antica Romarici Mons, che prese il nome da San Romarico fondatore nel 620 del monastero di Saint Pierre.
La città si sviluppò intorno ad un'abbazia femminile sorta nel 910 nei pressi del precedente monastero colombaniano e nei pressi di un luogo fortificato carolingio, Romarici Castellum, e la cui badessa, principessa dell'Impero Carolingio e spiritualmente responsabile solo di fronte al Papa, dominava 22 signorie e 52 villaggi.
Dapprima nella Contea d'Alsazia, passò nell'XI secolo al Ducato di Lorena, col quale fu annesso alla Francia nel 1766.

## Monumenti e luoghi d'interesse
- Abbazia di Remiremont

## Società

### Evoluzione demografica
Abitanti censiti